# Бойко Марта Олексіївна
Марта Олексіївна Бойко (Гончаревська) (29 травня 1902, село Чепіль, тепер Балаклійського району Харківської області — 10 березня 1991, місто Москва, Російська Федерація) — українська радянська діячка, вчителька Ізюмської середньої школи № 4 Харківської області. Депутат Верховної Ради УРСР 4-го скликання (в 1955—1959 роках).

## Біографія
Народилася в селі Чепіль Ізюмського повіту Харківської губернії в родині псаломника Покровської церкви Олексія Андрійовича (1865—1908) та Уляни Андріївни (?—1942) Гончаревських.
1919 року закінчила Харківське єпархіальне училище. З 1920 року працювала вчителькою на Харківщині.
Під час німецько-радянської війни перебувала в евакуації, з 21 жовтня 1941 до 4 червня 1944 року працювала вчителькою і завідувачкою Хобдинської початкової школи Акбулацького району Чкаловської (Оренбурзької) області РРФСР.
З 1 липня 1944 до 1 серпня 1957 року — вчителька початкових класів Ізюмської середньої школи № 4 Харківської області.
Потім — на пенсії. Померла 10 березня 1991 року в Москві. Похована на Ніколо-Архангельському цвинтарі.

## Нагороди
- орден Леніна (1952)
- орден Трудового Червоного Прапора (1949)
- медаль «За доблесну працю у Великій Вітчизняній війні 1941—1945 рр.»
- медалі